# ライムリンゲン
ライムリンゲン (ドイツ語: Reimlingen) はドイツ連邦共和国バイエルン州シュヴァーベン行政管区のドナウ＝リース郡に属す町村（以下、本項では便宜上「町」と記述する）で、ネルトリンゲンに本部を置くリース行政共同体を構成する自治体の一つである。

## 地理
ライムリンゲンは、アウクスブルク開発計画地域に属す。

### 自治体の構成
本市は、公式には単一地区 (Ort) からなる。

## 歴史
ドイツ騎士団は1283年から、ライムリンゲンの土地所有者、町の教会の庇護者、および町の裁判権所有者であった。17世紀にドイツ騎士団のエリンゲン地方司令官の上級代官所が置かれた。1806年のライン同盟によりこの町はバイエルン領となった。騎士団は1809年まで存続していたにもかかわらず、騎士団の所領地は1805年から1806年にバイエルンに強制収用された。バイエルンの行政改革に伴う1818年の市町村令により、現在の自治体が成立した。

### 人口推移
- 1970年 1,100人
- 1987年 1,069人
- 2007年 1,344人

## 行政
町長はユルゲン・レーベルレである。

### 姉妹都市
- ブルグイユ（フランス、アンドル＝エ＝ロワール県）1975年

## 文化と見所
ライムリンゲン城は1595年に建造された。1634年のアルブーフの戦いの際には皇帝軍の本陣が置かれた。1733年から1736年に階層が高くされ、1745年から1748年に新しい城壁と城門が設けられた。1806年にこの城は世俗化された。1997年からはライムリンゲンの町の所有となっている。2006年に本館のファサードの改修がなされた。
聖ゲオルク教区教会は、1147年に初めて記録されている。1729年から1730年に身廊と塔の大部分が新たに建設された。
聖シュテファン支部教会は1372年に初めて記録されている。現在の姿は1700年頃にできたものである。マリアの救い礼拝堂は1730年にドイツ騎士団によって建設されたものである。

## 経済と社会資本

### 教育
- 基礎課程学校

## 引用
1. ↑  https://www.statistikdaten.bayern.de/genesis/online?operation=result&code=12411-003r&leerzeilen=false&language=de Genesis-Online-Datenbank des Bayerischen Landesamtes für Statistik Tabelle 12411-003r Fortschreibung des Bevölkerungsstandes: Gemeinden, Stichtag (Einwohnerzahlen auf Grundlage des Zensus 2011)
2. ↑  Bayerische Landesbibliothek Online